# Inculpation
Ne doit pas être confondu avec Mise en examen.
Une inculpation, appelée mise en examen en France depuis 1993, est l'accusation formelle par laquelle un magistrat notifie à une personne qu'elle est suspectée d'avoir commis un délit ou un crime. L'inculpation est une compétence exclusive du juge d’instruction en Belgique et en France, et du procureur de la Couronne ou de policier[réf. nécessaire] au Canada.
La personne inculpée risque d'être placée en détention provisoire ou d'être soumise à un contrôle judiciaire. Elle bénéficie toutefois de certains droits, notamment celui d'accéder au dossier de la procédure et de solliciter que le magistrat procède à divers actes d'instruction.

## Par pays

### Canada
Au Canada, l’inculpation s'effectue en vertu du Code criminel et comprend les accusations portées contre une personne dans l’acte d’accusation fait par le procureur de la Couronne ou le policier déposant la dénonciation.

### Belgique
En Belgique, l’inculpation est définie légalement depuis 1998 dans le Code d'instruction criminelle.

### France
En France, depuis la loi du 4 janvier 1993 portant réforme de la procédure pénale, l'inculpation est appelée mise en examen. Ce changement a été motivé par la volonté de protéger la présomption d'innocence de la personne inculpée. En effet, le terme, dérivé du latin culpa, renvoie régulièrement à l'idée selon laquelle la personne serait présumée avoir commis les faits reprochés.
"Le terme 'inculpé' qualifiait la personne poursuivie dans une enquête pénale au stade de l'instruction. Une loi de 1993 l'a remplacé par la locution 'mis en examen'.

### Suisse
En Suisse, le Code de procédure pénale ne contient pas la notion d'« inculpation ».